# Ceratophyllus borealis
Ceratophyllus borealis är en loppart som beskrevs av Rothschild 1907. Ceratophyllus borealis ingår i släktet Ceratophyllus och familjen fågelloppor. Inga underarter finns listade i Catalogue of Life.